# Sarracenia psittacina
Sarracenia psittacina (лат.) — вид многолетних, насекомоядных растений рода Саррацения (Sarracenia), семейства Саррацениевые (Sarraceniaceae), произрастающий на территории США.

## Название
Родовое латинское название дано в честь Мишеля Сарразена — канадского хирурга, врача, учёного и естествоиспытателя.
Видовой латинский эпитет psittacina переводится как «подобная попугаю», «попугайная».

## Описание

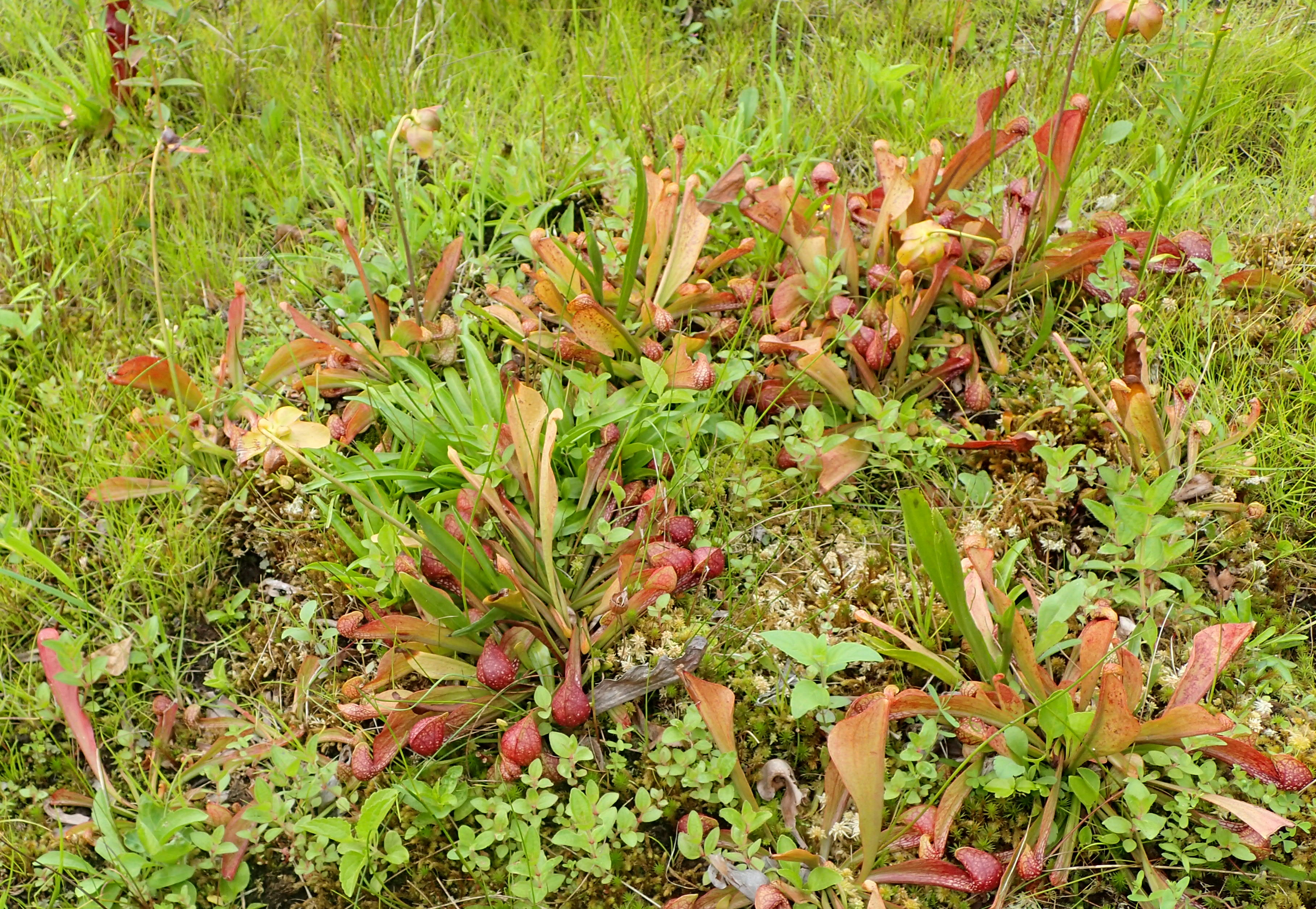
Растения в Нью-Йоркском ботаническом саду

Корневищный геофит. Растения формируют густые куртины или коврики, с корневищами диаметром от 0,3 до 1 см. Кувшины являются прочными и появляются раньше цветков. Они располагаются в разных формах, будучи либо раскидистыми, либо лежачими, иногда восходящими. Кувшины окрашены в красно-фиолетовый цвет с сетчатыми белыми ареолами на дистальной половине. Их длина составляет от 8 до 30 см (иногда до 40 см), и они характеризуются плотной поверхностью. Крылья кувшинов имеют ширину от 1 до 4 см, а отверстие, образованное слиянием краев капюшона и края отверстия, имеет круглую форму диаметром от 0,5 до 1 см. Край отверстия зеленый и повернут внутрь, образуя односторонний вход в ловушку. Оно не расширяется и не закруглено и лишено дистального углубления на крыле. Капюшон отогнут в осевом направлении и расширен, образуя полушаровидную головку вокруг отверстия. В этой области преобладают белые ареолы, окаймленные тканью различных оттенков от зеленого до ярко-красно-фиолетового. Сетчатые жилки на капюшоне не волнистые и имеют размеры примерно 2-4 × 2-4 (-5) см, длина которых примерно равна ширине. Основание капюшона и шейки нечеткие, а вершинка отсутствует или имеет длину 1 мм. Адаксиальная поверхность кувшина покрыта волосками длиной до 2 мм (в дистальной части трубки кувшина они могут достигать 4 мм). Филлодии отсутствуют. Черешки достигают длины от 15 до 35 см, превышая длину кувшинов. Прицветники имеют размеры 0,6-0,8 см. Цветки немного ароматные. Чашелистики темно-бордового цвета и имеют размеры 1,5-2,5 × 1-2 см. Лепестки окрашены в бордово-красный цвет, их дистальная часть обратнояйцевидная и имеет размеры 2-4,5 см × 1-2,5 см. Края лепестков цельнокрайние. Диск столбика ярко-желтый с красноватой каймой и диаметром 2-3 см. Плодом является коробочка диаметром 1 см, а семена имеют размеры 1,5-2 мм. Цветение происходит в период с марта по июнь.
Число хромосом 2n = 26.

## Распространение и экология
Растения можно встретить во влажных сосновых саваннах, редколесьях, очень влажных открытых болотах, заливах и прилегающих к ним заболоченных обочинах дорог и канавах. Они также растут на сосновых просачивающихся склонах. Их высота может варьироваться от 0 до 60 метров. Ареал распространения включает штаты Алабама, Флорида, Джорджия, Луизиана и Миссисипи.
Sarracenia psittacina обычно цветет позднее других видов рода. Он характеризуется базальными розетками расходящихся кувшинов, которые часто погружены в землю. Иногда они формируют скопления или маты за счет объединения нескольких точек роста. Этот вид способен процветать в очень влажных местах, иногда временно оказываясь под водой и, возможно, улавливая водных беспозвоночных. Кувшины могут быть незаметными среди густой растительности, и присутствие растений можно определить только по их цветущим стеблям, прорывающимся сквозь сплетенную траву. Форма с кувшинами длиной до 40 см может быть найдена в более влажных частях болота Окефеноки на юго-востоке Джорджии вместе с Sarracenia minor.
Sarracenia psittacina отличается тем, что внутренняя половина кувшина покрыта сетью волосков, загнутых назад, длиной до 4 мм, которые помогают загонять добычу еще глубже в ловчие трубки.

## Таксономия

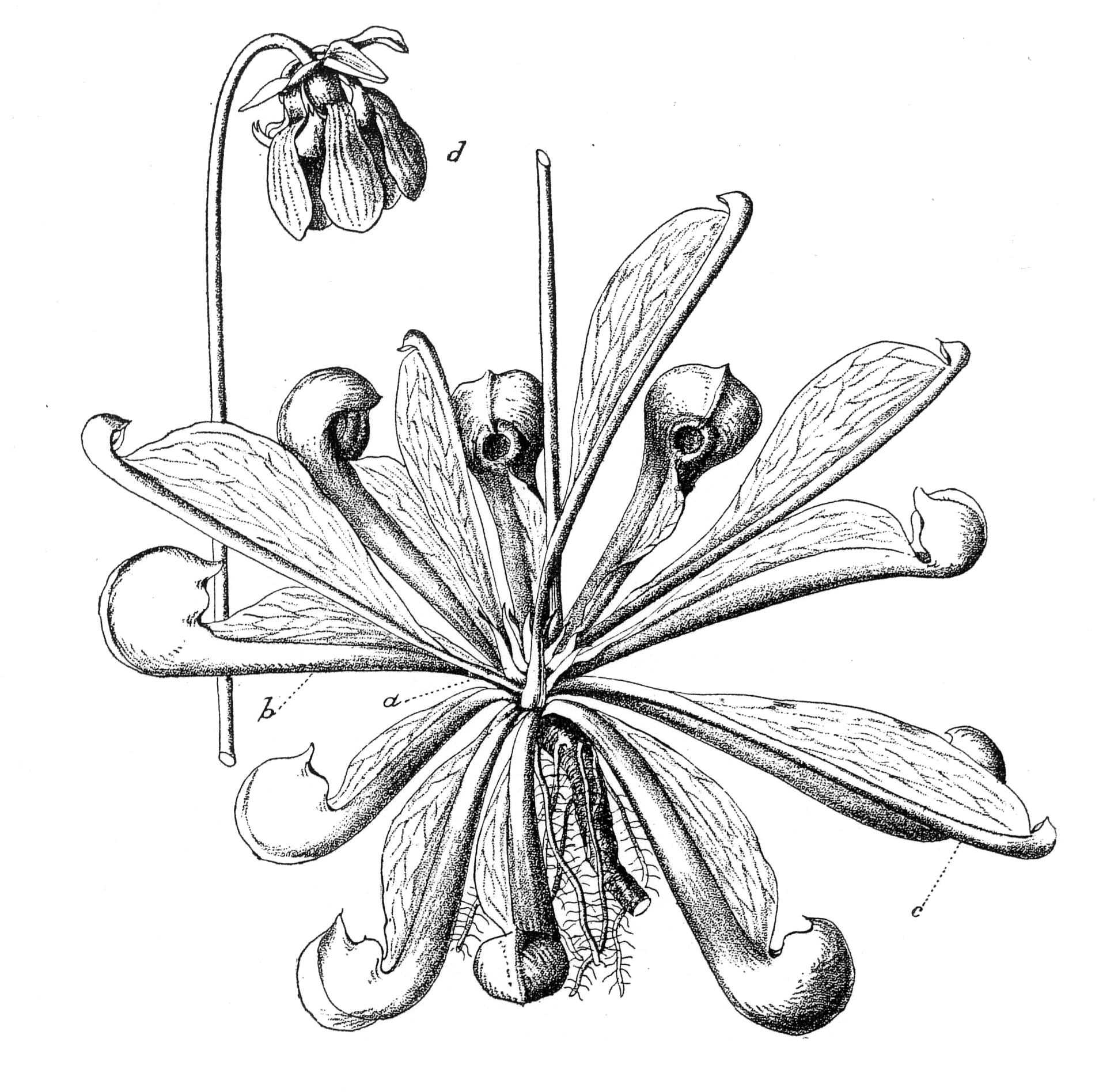
Ботаническая иллюстрация

Sarracenia psittacina Michx., первое упоминание в Fl. Bor.-Amer. 1: 311 (1803).

### Синонимы
Гетеротипные (основанные на разных номенклатурных типах):
- Sarracenia calceolata Nutt. (1834)
- Sarracenia psittacina f. luteoviridis S.McPherson & D.E.Schnell (2011)
- Sarracenia psittacina var. minor Hook. (1834)
- Sarracenia psittacina var. okefenokeensis S.McPherson & D.E.Schnell (2011)
- Sarracenia psittacina f. viridescens S.McPherson & D.E.Schnell (2011)
- Sarracenia pulchella Croom (1834)